# Matteo Bandello
Matteo Bandello, född omkring 1485 i Castelnuovo Scrivia, Italien, död 1561, 1562 eller 1565 var en italiensk teolog, biskop och författare under renässansen.

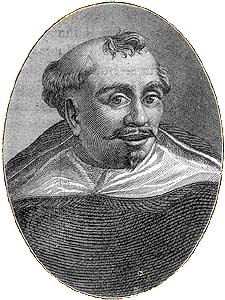
Matteo Bandello

Efter att ha studerat teologi och rest runt i Europa blev han efter slaget vid Pavia 1525 tvungen att gå i landsflykt och blev senare biskop i den franska staden Agen 1550. 
Han har blivit känd under smeknamnet "den lombardiske Boccaccio" och skrev 214 noveller. Bland annat Shakespeare har hämtat ämnen och uppslag från hans produktion.

## Svenska översättningar
- Hertiginnan af Malfi: en novell (anonym översättning, Carlstad, tryckt hos G. Wallencrona, 1818)
- Renässansnoveller: löjen och tårar bland furstar och adelsfolk, gudsmän, borgare och bönder, löskerkarlar, konstnärer och kurtisaner i de italienska staterna och deras grannriken under renässansen och förrenässansen. Stockholm: Bonnier. 1927. Libris vcbl4k99ssr7gr3d. https://gupea.ub.gu.se/2077/78645 (översättning och inledning av David Sprengel)
- [Novell]. Ingår i antologin Italienska renässansnoveller (valda och översatta av Margareta Blidberg, Bergendahl, 1961)
- Romeo och Julia och andra noveller (översättning: Ingrid Emond och Vibeke Emond, Studentlitteratur, 1993)
- Romeo och Julia (översatt och bearbetad av Ingamaj Beck, LL-förlaget, 2001)